# マリア・マヌエラ・キルクパトリック

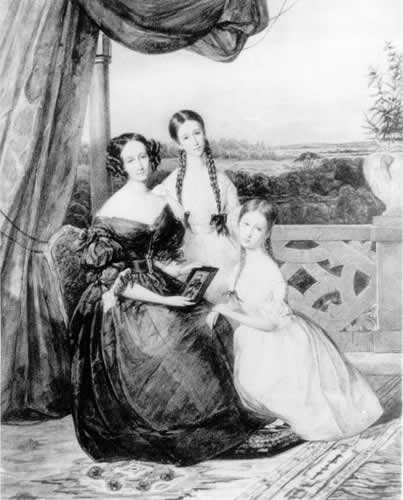
マヌエラと2人の娘たちの肖像画

エンリケータ・マリア・マヌエラ・キルクパトリック・デ・クロスブルン・イ・デ・グレビニェー（Enriqueta María Manuela KirkPatrick de Closeburn y de Grevignée, 1794年2月24日 - 1879年11月22日）は、フランス皇后ウジェニー・ド・モンティジョの母。モンティホ伯爵夫人。

## 生涯
スコットランド出身でマラガ駐在アメリカ合衆国領事の任にあったワイン商ウィリアム・カークパトリックと、ベルギー人の妻マリー・フランソワーズ・グレヴィニェーの間の娘として生まれた。母方の叔母はフランス人外交官マチュー・ド・レセップス伯爵の妻であった。幼い頃から美しく聡明で、精力的な少女だった。1817年12月15日、隻眼で熱心なボナパルティストのテバ伯爵シプリアーノ・パラフォクス・イ・ポルトカレッロと結婚。1男2女をもうけた。
- フランシスコ（パコ）・パラフォクス・ポルトカレッロ・イ・キルクパトリック（夭折）
- マリア・フランシスカ（パカ）・パラフォクス・ポルトカレッロ・イ・キルクパトリック（1825年 - 1860年） - 第15代アルバ公爵ハコポ・フィツ＝ハメス・ストゥアルト・イ・ベンティミーリアと結婚
- マリア・エウヘニア・ポルトカレッロ・イ・キルクパトリック（1826年 - 1920年） - フランス皇帝ナポレオン3世と結婚

1834年、夫がモンティホ伯爵位を相続し、マヌエラもモンティホ伯爵夫人と称した。1830年代、彼女は娘たちの教育のために娘たちを連れてパリに生活拠点を移すが、すぐにパリの社交界に出入りするようになり、スペイン駐在イギリス大使ジョージ・W・F・ヴィリアーズ（後のクラレンドン伯爵）やフランス人作家プロスペル・メリメと親交を深め、浮き名を流した。メリメはマヌエラの2人の娘に教養を付けることに情熱を傾け、またマヌエラから聞いた話に触発されて小説『カルメン』を執筆した。
1839年、未亡人となってまもなく、愛人ヴィリアーズが自分を捨てて他の女性と結婚すると、マヌエラは当てつけに自分の娘たちの良縁探しに奔走するようになった。長女のパカはスペイン一の大富豪アルバ公爵に嫁ぎ、次女のエウヘニアはメリメの応援もあってフランス皇帝の妃に迎えられた。